# Бачко-торонталски округ
Бачко-торонталски округ (немачки: Bezirk Batschka-Torontal) је био један од три округа Војводства Србије и Тамишког Баната (крунске области Аустријског царства) између 1849. и 1850. године.

## Историја
Војводство Србија и Тамишки Банат формирано је 1849. године и првобитно је подељено на три округа: Бачко-торонталски, Темишварско-крашовски и Сремски. Поред подручја бивших жупанија Бачко-бодрошке и Торонталске, у састав округа је ушао и Вршачки срез некадашње Тамишке жупаније. 1850. године је војводство подељено на пет округа, а подручје Бачко-торонталског округа је подељено на Новосадски, Сомборски, Бечкеречки и Темишварски округ.

## Географија
Бачко-торонталски округ је укључивао највећи део Бачке (изузев подручја Шајкашког батаљона), као и северозападни Банат. Граничио се са Темишварско-крашовским округом на истоку, аустријском Војном крајином и Сремским округом на југу, аустријском Краљевином Славонијом на западу и аустријском Краљевином Угарском на северозападу.

## Градови
Најважнији градови у округу:
- Апатин
- Баја
- Велика Кикинда
- Велики Бечкерек
- Вршац
- Кула
- Нови Сад
- Паланка
- Сента
- Сомбор
- Стари Бечеј
- Суботица
- Темерин
- Футог

Изузев Баје која се данас налази у Мађарској, сви поменути градови су данас у саставу Србије.